# 블레이드 퍼피 워리어
《블레이드 퍼피 워리어》(영어: 
Paws of Fury: The Legend of Hank)는 영국, 미국, 중국 합작의 2022년 무술 코미디 애니메이션 영화이다. 롭 민코프 등이 연출하고, 성우로 마이클 세라, 리키 저베이스, 멜 브룩스, 조지 타케이, 아시프 만드비 등이 참여했다. 플라잉 타이거 엔터테인먼트 등이 제작하고 스카이 시네마, 파라마운트 픽처스, 화이 브라더스가 배급하였다.

## 줄거리
개 행크는 교활한 정이대장군으로부터 고양이 마을을 지키기 위해 사무라이 수련을 받는다.

## 성우진
- 마이클 세라 - 행크 역
- 리키 저베이스
- 멜 브룩스
- 조지 타케이
- 아시프 만드비
- 가브리엘 이글레시아스
- 자이먼 운수
- 미셸 여
- 새뮤얼 L. 잭슨